# Књиговодство
Књиговодство је евидентирање финансијских (пословних) промена. Под тим променама се подразумевају продаја, куповина, приходи и расходи од стране физичког или правног лица, односно пословне промене висине и/или структуру имовине и капитала. Књиговодство обично обавља књиговођа. Појам књиговодства не треба мешати са појмом рачуноводства. Рачуноводством се обично баве рачуновође које користе књиговодствене податке и извештаје за свој рад. Због тога се каже да је књиговодство рачунска основа рачуноводства јер оно обезбеђује податке који се примењују у преосталим деловима рачуноводства.
Евидентирање финансијских промена може се вршити по методи простог или двојног књиговодства. Свака промена финансијске природе мора се прокњижити.
Књиговођа (у неким земљама рачуноводствени техничар или рачуноводствени службеник) је особа која бележи финансијске промене на дан њиховог настанка. Они прате књиговодствене исправе под којим се подразумевају улазне и излазне фактуре, дневне извештаје банке, главне и помоћне благајне и сви обрачуни и одлуке пословања. Финансијски извештаји подносе се надлежним државним институцијама до законски утврђеног датума.

## Књиговодствени системи
Вођење финансијских промена може се вршити по методи простог или двојног књиговодства. Просто књиговодство бележи само одређене промене прихода и расхода док двојно књиговодство обухвата све пословне догађаје које се бележе два пута. Просто књижење је погодно за мала правна лица.

## Циљеви и задаци књиговодства
Књиговодствени циљеви произилазе првенствено из циљева предузећа. Како се као основни циљеви сваког предузећа могу препознати остваривање профита и очување и повећање уложеног капитала из њих се могу извући основни циљеви књиговодства (1 и 2). Поред основних циљева постоје и низ других битних циљева (3, 4 и 5).
1. утврђивање резултата пословања у одређеном временском периоду;
2. утврђивање стања имовине, обавеза и личног капитала на одређени дан;
3. пружање потребних података за контролу рада лица са појединим управљачким дозволама;
4. пружање података за потребе планирања резултата пословања, стања имовине и прилива и одлива новца;
5. пружање података за потребе контроле извршења планских величина

За остваривање циљева књиговођа мора да прикупити потребне информације о свим насталим финансијским променама, односно да прикупи документе које их доказују. Прикупљени документи се проверавају и класификују према пословним догађајима. Потом се настале промене евидентирају хронолошки најчешће у једнаким временским интервалима (месечно, полугодишње, годишње) и саставља се извештај о стању имовине и оствареном финансијском резултату.

## Књиговодствена документација
Да би књиговођа могао евидентирати сваку пословну промену неопходно је постојање писмене исправе којом се та промена потврђује. Прикупљање и чување докумената књиговодство добија документациону функцију. Да би неки документ био валидан за употребу, он мора да садржи низ елемената који му дају веродостојност. Сваки документ треба да садржи:
- назив
- датум настанка пословне промене
- назив лица који су били субјекти у финансијској промени
- новчани износ
- јединицу мере и њихове количине
- потпис овлашћеног лица и печат

Поред ових постоје и додатни елементи који не морају да се нађу на свакој исправи (нпр. рок и начин плаћања).
Класификација докумената у великом зависи од низ фактора, али највећи број документа могу се груписати у пет група:
- Документи у вези са платним прометом
- Документи у вези са набавком основних средстава
- Документи у вези са набавком материјала и робе
- Документи у вези са праћењем процеса производње
- Документи у вези са продајом готових производа и робе

Постоје и остали значајни документи који се не могу сврстати у постојеће групе (нпр. меница и налог за књижење).